# زنيان
زنيان قرية سوريّة تتبع إداريّاً لمحافظة حلب منطقة السفيرة ناحية مركز السفيرة، بلغ تعداد سكانها 305 نسمة حسب التعداد السكاني لعام 2004.